# Waterpolo al Campionat del Món de natació de 2011
La competició de waterpolo al Campionat del Món de natació de 2011 es realitzà al Shanghai Oriental Sports Center de la ciutat de Xangai (República Popular de la Xina) entre els dies 17 i 30 de juliol de 2011.

## Resum de medalles
| Event                | Or | Plata | Bronze |
| competició masculina | ItàliaStefano Tempesti · Amaurys Perez · Niccolo Gitto · Pietro Figlioli · Alex Giorgetti · Maurizio Felugo · Niccolo Figari · Valentino Gallo · Christian Presciutti · Deni Fiorentini · Matteo Aicardi · Amaldo Deserti · Giacomo Pastorino                       | SèrbiaSlobodan Soro · Marko Avramović · Živko Gocić · Vanja Udovičić · Miloš Ćuk · Duško Pijetlović · Slobodan Nikić · Milan Aleksić · Nikola Rađen · Filip Filipović · Andrija Prlainović · Stefan Mitrović · Gojko Pijetlović | CroàciaJosip Pavić · Damir Burić · Miho Bošković · Nikša Dobud · Maro Joković · Petar Muslim · Frano Karač · Andro Bušlje · Sandro Sukno · Samir Barač · Fran Paskvalin · Paulo Obradović · Ivan Buljubašić                                                          |
| competició femenina  | GrèciaEleni Kouvdou · Christina Tsoukala · Antiopi Melidoni · Ilektra Maria Psouni · Kyriaki Liosi · Alkisti Avramidou · Alexandra Asimaki · Antigoni Roumpesi · Angeliki Gerolymou · Triantafyllia Manolioudaki · Stavroula Antonakou · Georgia Lara · Eleni Goula | R.P. de la XinaYang Jun · Teng Fei · Liu Ping · Sun Yujun · He Jin · Sun Yating · Song Donglun · Chen Yuan · Wang Yi · Ma Huanhuan · Sun Huizi · Zhang Lei · Wang Ying                                                          | RússiaMaria Kovtunovskaya · Nadezhda Fedotova · Ekaterina Prokofyeva · Sofia Konukh · Alexandra Antonova · Natalia Ryzhova-Alenicheva · Ekaterina Lisunova · Evgenia Soboleva · Ekaterina Tankeeva · Olga Belyaeva · Evgenia Ivanova · Yulia Gaufler · Anna Karnaukh |

## Medaller
| Posició | País            | Or | Plata | Bronze | Total |
| 1       | Grècia          | 1  | 0     | 0      | 1     |
| 1       | Itàlia          | 1  | 0     | 0      | 1     |
| 2       | Sèrbia          | 0  | 1     | 0      | 1     |
| 2       | R.P. de la Xina | 0  | 1     | 0      | 1     |
| 3       | Croàcia         | 0  | 0     | 1      | 1     |
| 3       | Rússia          | 0  | 0     | 1      | 1     |
| Total   | Total           | 2  | 2     | 2      | 6     |